# Lorenzo Thomas

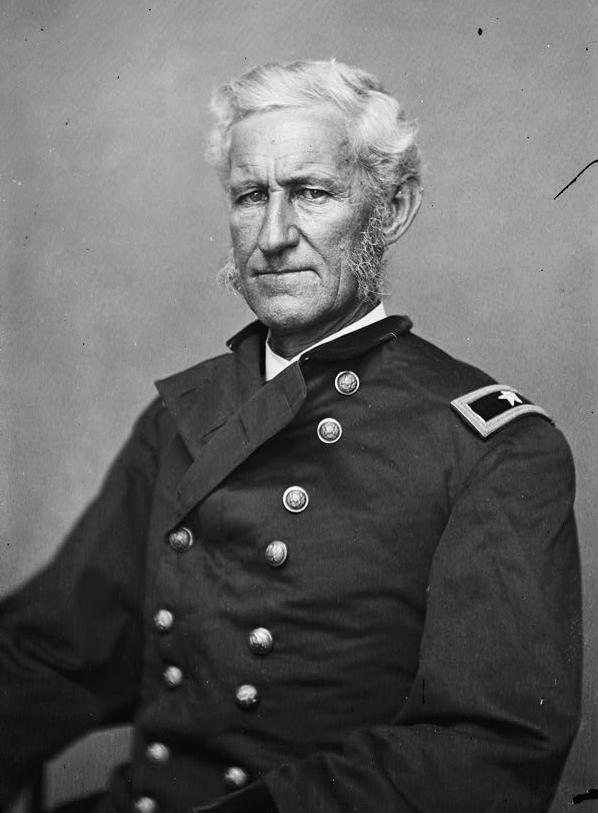
Lorenzo Thomas

Lorenzo Thomas (* 26. Oktober 1804 in New Castle, Delaware; † 2. März 1875 in Washington, D.C.) war ein General der U.S. Armee. Während des Bürgerkriegs fungierte er als Generaladjutant des Heeres.

## Leben
Der in Delaware geborene Lorenzo Thomas besuchte von 1819 bis 1823 die United States Military Academy in West Point, welche er als 17. seiner Klasse (von 35) abschloss. Als Infanterieoffizier im 4. US-Infanterieregiment, und später mit diversen Stabsaufgaben betraut, nahm er am Zweiten Seminolenkrieg in Florida teil. 1836 wechselte er zur Quartiermeistertruppe und bereits 1838 zur Adjutantur. Während des Mexiko-Krieges, mittlerweile als Hauptmann, diente er als Stabschef der Freiwilligendivision von General William O. Butler. 1848 wurde er zum Major befördert und erhielt für seine Verdienste in der Schlacht von Monterrey den Brevet-Rang eines Oberstleutnants; den vollen Rang erreichte er 1852. Ab 1853 war er als Stabschef des Kommandierenden Generals Winfield Scott eingesetzt.
1861, bei Ausbruch des Amerikanischen Bürgerkrieges, wurde er zuerst zum Oberst befördert und dann zum Generaladjutant des Heeres, und damit zum administrativen Kopf der Armee, mit dem Rang eines Brigadegenerals ernannt. Nach der Emanzipationsproklamation 1863 begab sich Thomas für den Rest des Krieges auf eine Tour durch die Staaten um Afro-Amerikanische Einheiten für die United States Colored Troops (USCT) aufzustellen. Durch diese Bemühungen, sowie zahlreiche weitere mit der Unterstützung einer neuen Zentralbehörde (Bureau of Colored Troops) die ebenfalls Thomas’ Amt unterstellt war, wurden während der nächsten zwei Jahre über 178.000 Afroamerikanische Soldaten rekrutiert die in ca. 175 Regimentern unter Führung weißer Offiziere dienten.
Nach Kriegsende wurde Thomas, der bereits in den vorherigen Jahren eine schwierige Arbeitsbeziehung zu Kriegsminister Edwin Stanton gehabt hatte, weiterhin mit diversen Inspektionsaufgaben im ganzen Land betraut. Während der Abwesenheit von Thomas, der mittlerweile den Brevet-Rang eine Generalmajors innehatte, wurde das Amt weiter provisorisch durch seinen Stellvertreter Oberst Edward D. Townsend geführt. 1869 ging Thomas nach 45 Jahren Dienst in den Ruhestand. Er verstarb 1875 in Washington, D.C. und wurde dort auf dem Oak Hill Friedhof beerdigt.